# Via d'administració

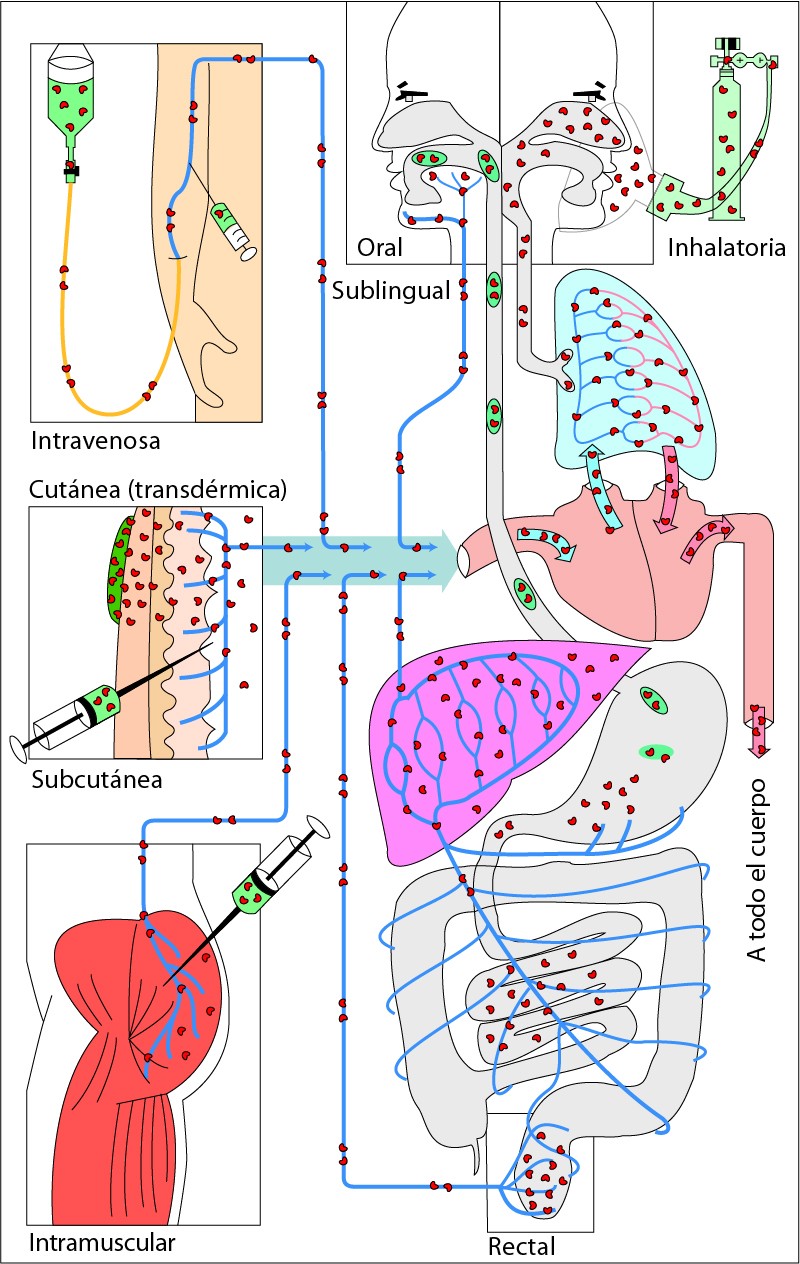
Vies d'administració farmacològiques

La via d'administració d'un medicament és el camí pel qual s'incorpora un fàrmac a l'organisme i es fa arribar fins al seu punt final de destí o diana cel·lular. Cada medicament està preparat per ser administrat per una via d'administració determinada i perquè exerceixi la seva acció de la manera més convenient. Per a cada via d'administració hi ha formes farmacèutiques diferents. Per exemple, per via oral poden ser càpsules, comprimits, comprimits recoberts, comprimits efervescents, masticables, suspensions, solucions, xarops, elixirs, etc. que tenen, cadascun d'ells, una farmacocinètica adequada a l'acció que es desitja aconseguir. A la vegada, les propietats farmacocinètiques d'una droga (és a dir, els relacionats amb els processos de captació, distribució i eliminació) són molt influenciades per la via d'administració.

## Oral

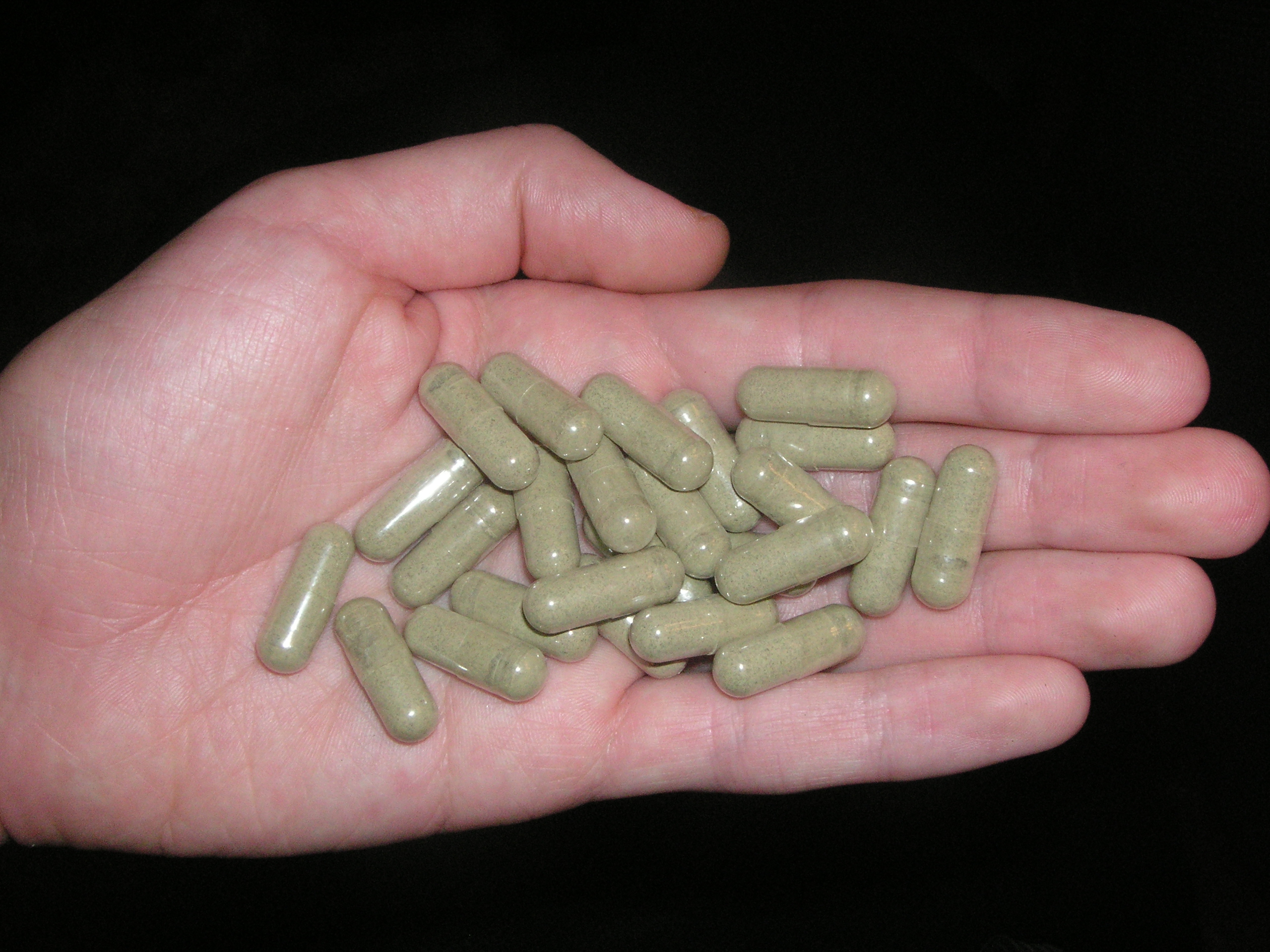
Càpsules per a ser ingerides per via oral

És la forma més habitual d'administració. Hi ha diferents presentacions:
- Líquides: gotes, xarops, tisanes, elixirs, suspensions, vials bevibles.
- Sòlides: comprimits, càpsules, granulats, segells, píndoles, pastilles.

## Parenteral
La biodisponibilitat d'un fàrmac administrat via parenteral depèn de les seves característiques fisicoquímiques, de la forma farmacèutica i de les característiques anatomofisiològiques de la zona d'injecció:
Via intravenosaProporciona un efecte ràpid del fàrmac i una dosificació precisa, sense problemes de biodisponibilitat. Pot presentar, no obstant això, greus inconvenients, com l'aparició de tromboflebitis, així com problemes d'incompatibilitats entre dos principis actius administrats conjuntament en la mateixa via. Té l'inconvenient que no permet l'administració de preparats oliosos a causa de la possibilitat d'originar una embòlia grassa. Tampoc no podran usar-se productes que continguin components capaços de precipitar-se algun component sanguini o hemolitzar els eritròcits.
Via intramuscularS'utilitza per a fàrmacs no absorbibles per via oral o davant de la impossibilitat d'administració del fàrmac al pacient per una altra via, ja que admet ser utilitzada per a substàncies irritants. Nombrosos factors influiran en la biodisponibilitat del fàrmac per via IM (vascularització de la zona d'injecció, grau d'ionització i liposolubilitat del fàrmac, volum d'injecció, etc.). Aquesta via és molt utilitzada per a l'administració de preparats d'absorció lenta i prolongada (preparats "depot").
Via subcutàniaDe característiques similars a l'anterior, però en ser la pell una zona menys vascularitzada, la velocitat d'absorció és molt menor. Tanmateix, l'esmentada velocitat pot ser incrementada o disminuïda per diferents mitjans. No pot utilitzar-se per a substàncies irritants, ja que podria produir necrosi del teixit.
Via intraarterialUtilitzada en el tractament quimioteràpic de determinats càncers; permet obtenir una màxima concentració del fàrmac a la zona tumoral, amb uns mínims efectes sistèmics.
Altres vies parenteralsD'ús menys freqüent són la intradèrmica, la intraaracnoïdal o intratecal, epidural, intradural, intraòssia, intraarticular, peritoneal, o l'intracardíaca.

### Preparats
Els preparats per a administració parenteral són formulacions estèrils destinades a ser injectades o implantades al cos humà. Per via parenteral és possible l'alliberament retardat o prolongat dels principis actius a partir del punt d'injecció. Això es pot aconseguir realitzant diverses manipulacions galèniques. Una d'elles consisteix a substituir una solució aquosa per una oliosa, en el cas del qual el principi actiu sigui liposoluble. El mètode més clàssic consisteix a injectar derivats poc hidrosolubles del principi actiu, en forma de suspensions amorfes o cristal·lines (pàg. i., preparacions retard d'insulina). A vegades, el principi actiu pot adsorbir-se també sobre un suport inert des del qual serà alliberat, o bé fixar-se en forma de microcàpsules, o incorporar-se en liposomes.
A continuació s'enumeren cinc de les més representatives:
Preparacions injectables. Són preparacions del principi actiu dissolt (solució), emulsionat (emulsió) o dispers (dispersió col·loidal) en aigua o en un líquid no aquós apropiat.
Preparacions per diluir prèviament a l'administració parenteral. Solucions concentrades i estèrils destinades a ser injectades o administrades per perfusió després de ser diluïdes en un líquid apropiat abans de la seva administració.
Preparacions injectables per a perfusió. Són solucions aquoses o emulsions de fase externa aquosa, exemptes de pirògens, estèrils i, en la mesura possible, isotòniques respecte a la sang.
Pols per a preparacions injectables extemporànies. Substàncies sòlides estèrils, dosificades i condicionades en recipients definits que, ràpidament després d'agitació, en presència d'un volum prescrit de líquid estèril apropiat, donen lloc a solucions pràcticament límpides, exemptes de partícules, o bé a suspensions uniformes.
Implants o pellet. Petits comprimits estèrils de forma i mida adequades que garanteixen l'alliberament del principi actiu al llarg d'un temps prolongat.

## Rectal
SupositorisSón preparats de consistència sòlida i forma cònica i arrodonida en un extrem. Tenen una longitud de 3-4 cm i un pes d'entre 1-3 g. Cada unitat inclou un o diversos principis actius, incorporats en un excipient que no ha de ser irritant, el qual ha de tenir un punt de fusió inferior a 37 °C. Els excipients dels supositoris poden ser: Liposolubles, els més utilitzats; entre ells es troben el llard de cacau, els glicèrids semisintètics i els olis polioxietilenats saturats; o Hidrosolubles: polietilenglicols (Peg).
Càpsules rectals
Solucions i dispersions rectalsÈnemes Són formes galèniques líquides, de composició variable, destinades a ser administrada per via rectal, emprant per a això dispositius especials. Poden tenir per objectiu la vehiculització d'un principi actiu (ènemes medicamentosos), el buidatge de l'ampolla rectal (ènemes evacuants) o en administrar una substància radi-opaca per a la realització d'estudis radiològics (ènemes opacs).
Pomades rectalsLa via rectal pot utilitzar-se per aconseguir efectes locals o sistèmics. En aquest últim cas, només s'ha de considerar com una alternativa a la via oral quan aquesta no pugui utilitzar-se, ja que l'absorció pel recte és irregular, incompleta i a més molts fàrmacs produeixen irritació de la mucosa rectal. Un dels pocs exemples en els quals aquesta forma farmacèutica té una indicació preferent és el tractament de les crisis convulsives en nens petits (diacepam). També existeixen pomades rectals per al tractament de les hemorroides externes.

## Tòpica
L'administració tòpica utilitza la pell i les mucoses per a l'administració del fàrmac. Així utilitza la pell i les mucoses per a l'administració del fàrmac. Mucoses com les oculars o dels genitals externs (vulva, vagina, gland, part mucosa del prepuci, de l'interior del nas o del tracte respiratori inferior) La mucosa oral ja ha estat vista dins de l'epígraf de la via oral. La mucosa oral ja ha estat vista dins de l'epígraf de la via oral.
La característica d'aquesta via és que es busca fonamentalment l'efecte a escala local, no interessant l'absorció dels principis actius.
Inclou:
- Preparats dermatològics: banys, locions, tocs o pincelacions, pintures, liniments, pólvores, pastes, pomades i ungüents, emulsions, gels, xampús.
- Col·liris
- Gotes òtiques i nasals
- Apòsits
- Pegats transdèrmics
- Per l'aparell respiratori: inhaladors, nebulitzadors.